# Gerichtsstab

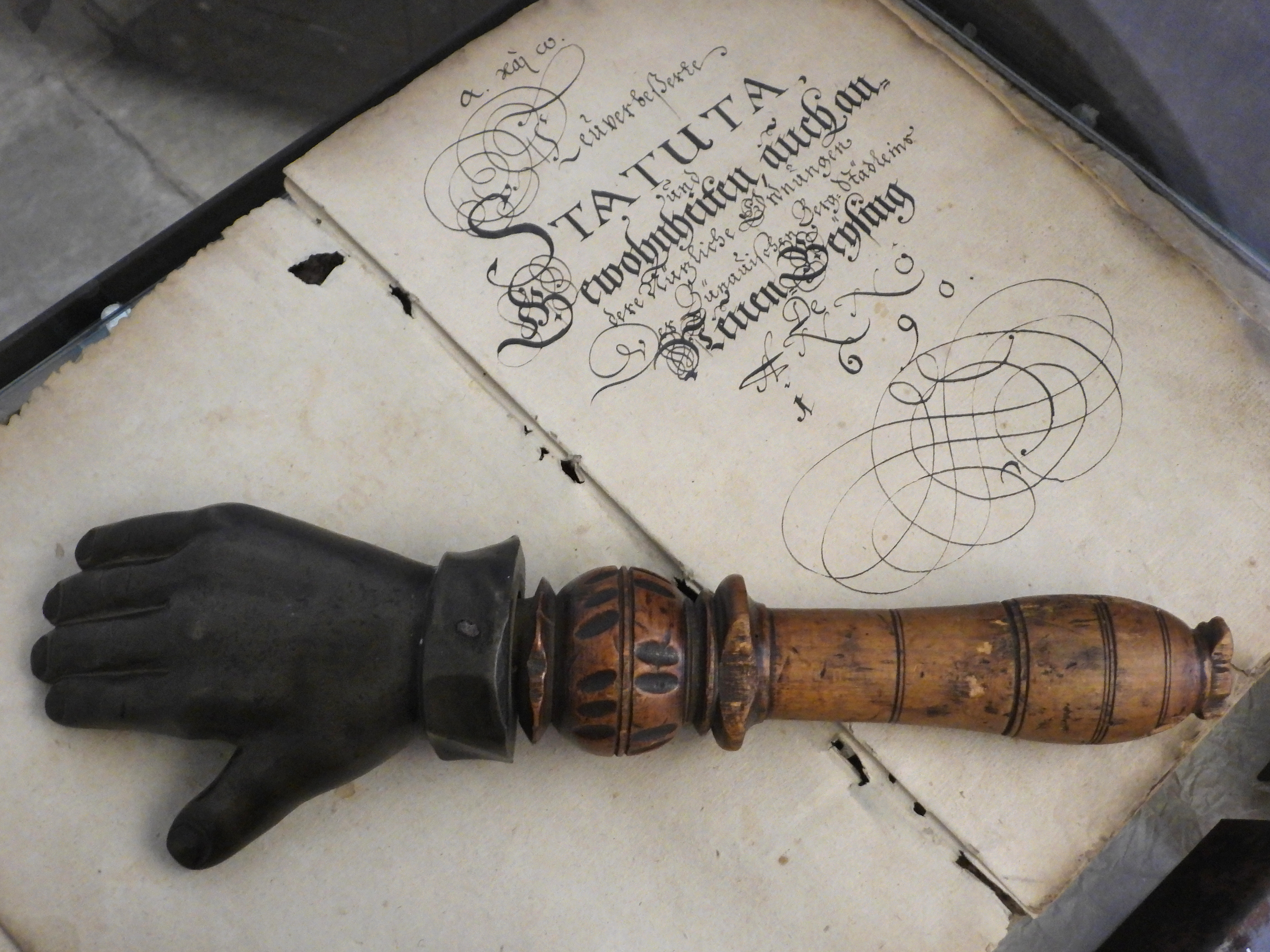
Gerichtshand aus dem Spätmittelalter, aus dem Osterzgebirge.

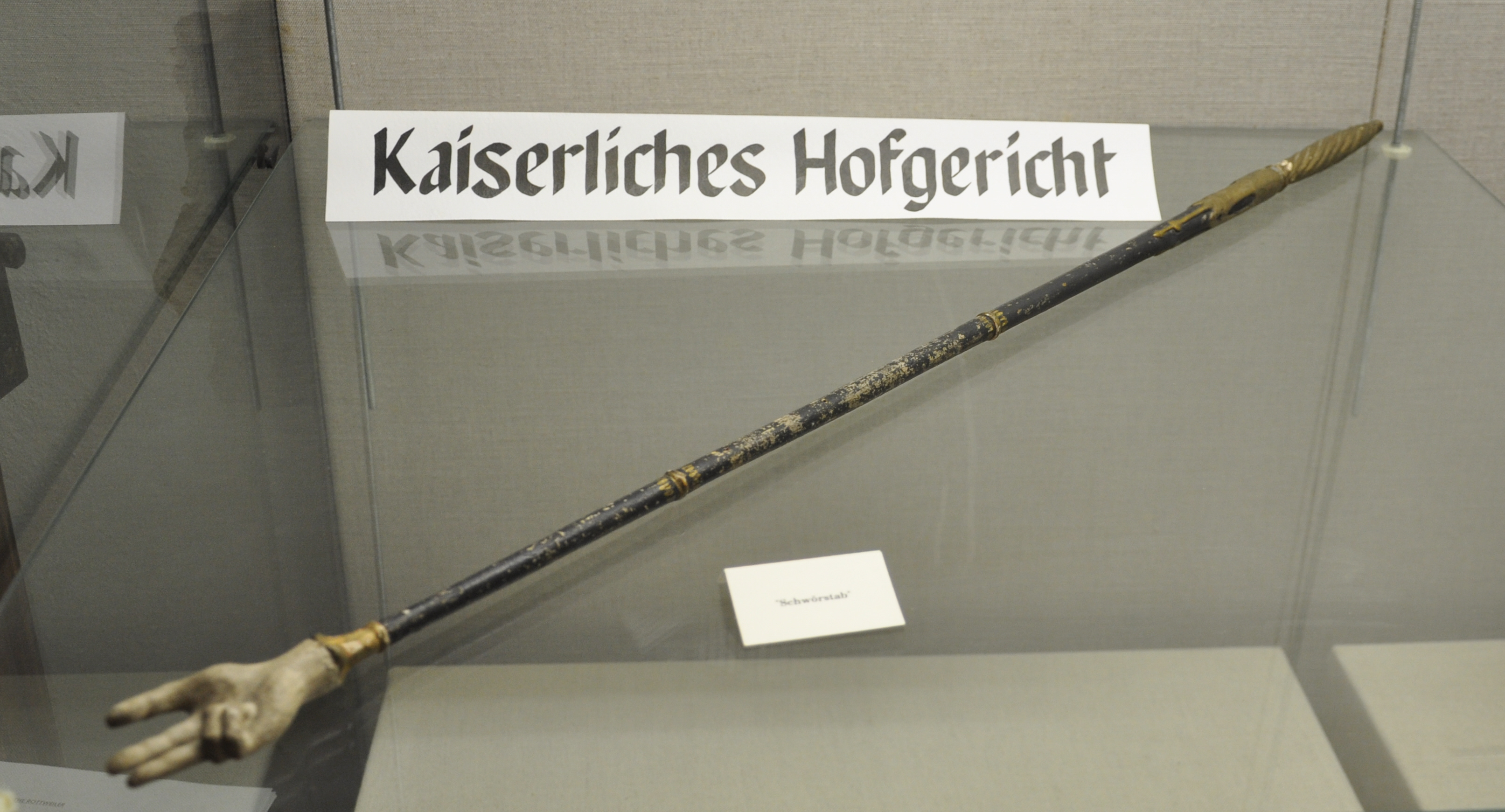
Der Schwörstab des Hofgericht Rottweil

Der Gerichtsstab oder auch Schwörstab, war ein Zeichen der richterlichen Gewalt und Würde in der germanischen, mittelalterlichen und frühneuzeitlichen Rechtssymbolik.

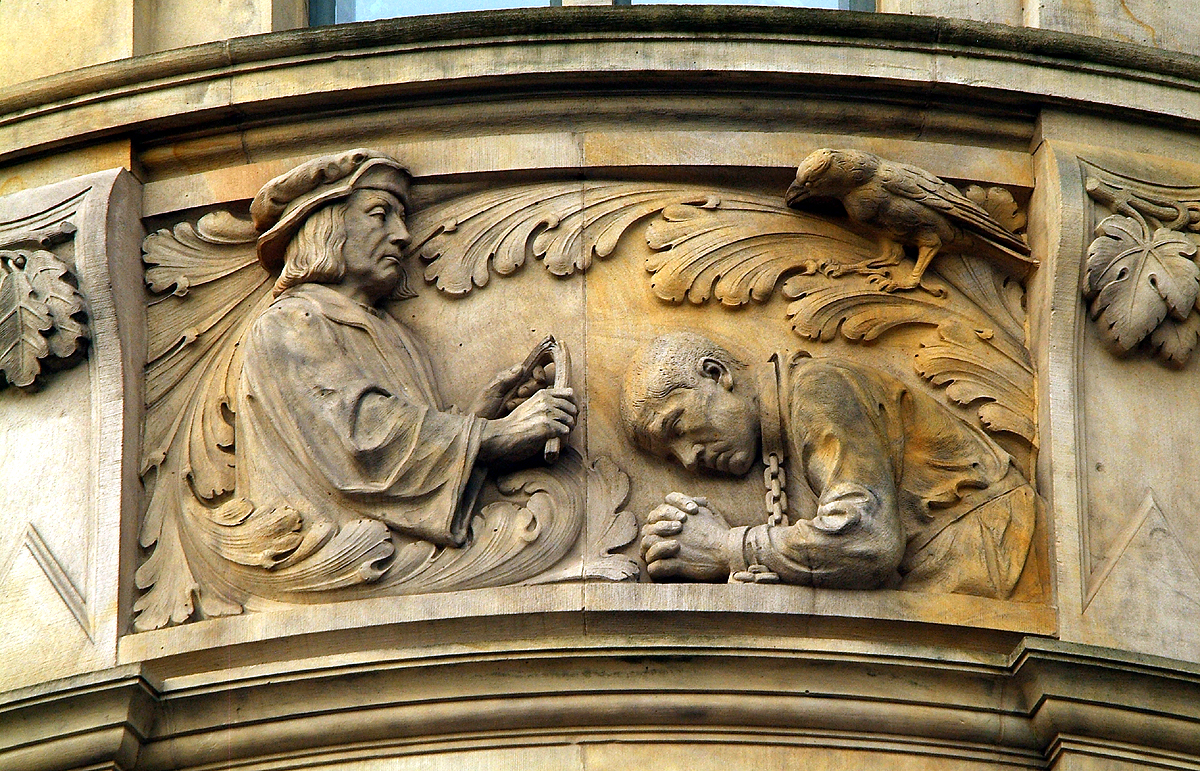
Symbolische Darstellung der Gerichtsbarkeit; der Richter „bricht den Stab“ über den bereits in Ketten liegenden Sünder; während der Rabe bereits auf „fette Mahlzeit“ wartet;
Relief im Geschichtsfries am Neuen Rathaus von Hannover, unidentifizierter Künstler

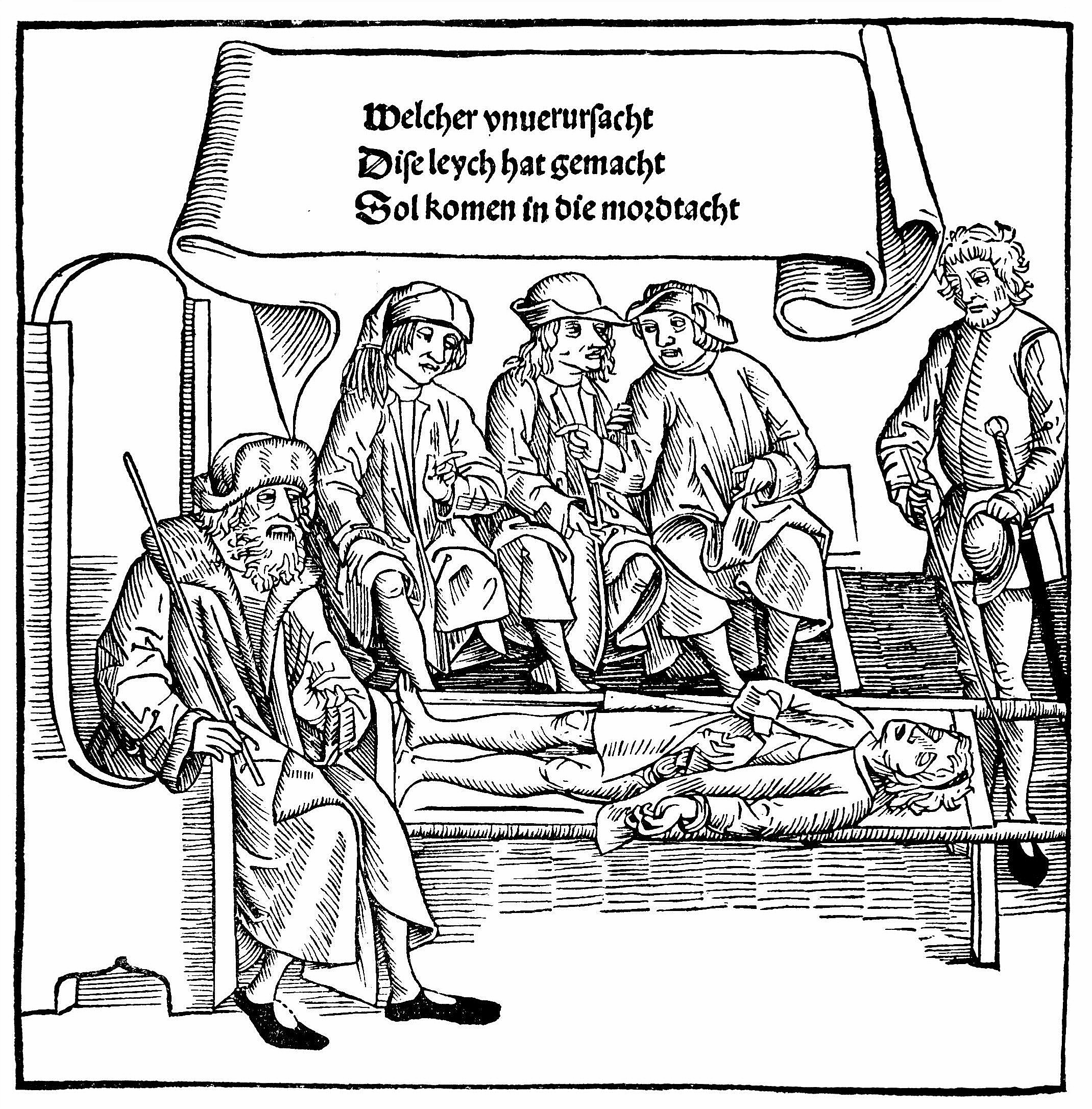
Gerichtsstäbe in einer Darstellung aus dem Jahr 1507

Er wurde vor allem im Bereich der Blutgerichtsbarkeit gebraucht. Der Richter „stabte“ den Eid, indem er ihn auf den Gerichtsstab leisten ließ. Nach der Tiroler Halsgerichtsordnung von 1499 und der Constitutio Criminalis Carolina von 1532 wurde der Gerichtsstab nach Verlesung eines Todesurteils zerbrochen. Daher stammt auch der Ausdruck „den Stab über jemand brechen“. Im Zuge eines Amtsrücktritts legte der Richter den Stab nieder; oftmals erfolgte auch hier die Stabbrechung. Während eines Verfahrens konnte der Stab ebenfalls niedergelegt werden, um eine Unterbrechung einzuleiten. Diese konnte nur über die Hegung (erneute Eröffnung des Gerichtes) aufgehoben werden. Wollte der Richter inmitten eines Verfahrens abtreten, konnte er den Stab einem Beisitzenden übergeben, ohne eine Unterbrechung zu bewirken. Der Gerichtsstab kam bis zum frühen 20. Jahrhundert zum Einsatz. Bei der Verurteilung des Mörders von Wilhelm Busse gab es 1922 z. B. die Anweisung, dass der Stab dürr, 20 cm lang und an einer Stelle eingekerbt sein solle. Die Kerbe war wohl für ein problemloses Brechen des Stabes gedacht, da man ein Misslingen des Brechens als Zeichen höherer Mächte interpretiert haben könnte.